# Dibolia veyreti
Dibolia veyreti es una especie de insecto coleóptero de la familia Chrysomelidae. Fue descrita científicamente en 1975 por Doguet.